# Val-de-Meuse
Val-de-Meuse is een gemeente in het Franse departement Haute-Marne (regio Grand Est). De plaats maakt deel uit van het arrondissement Langres. De gemeente omvat meerdere woonkernen, met Montigny-le-Roi als de hoofdplaats. Val-de-Meuse telde op 1 januari 2022 1.807 inwoners.

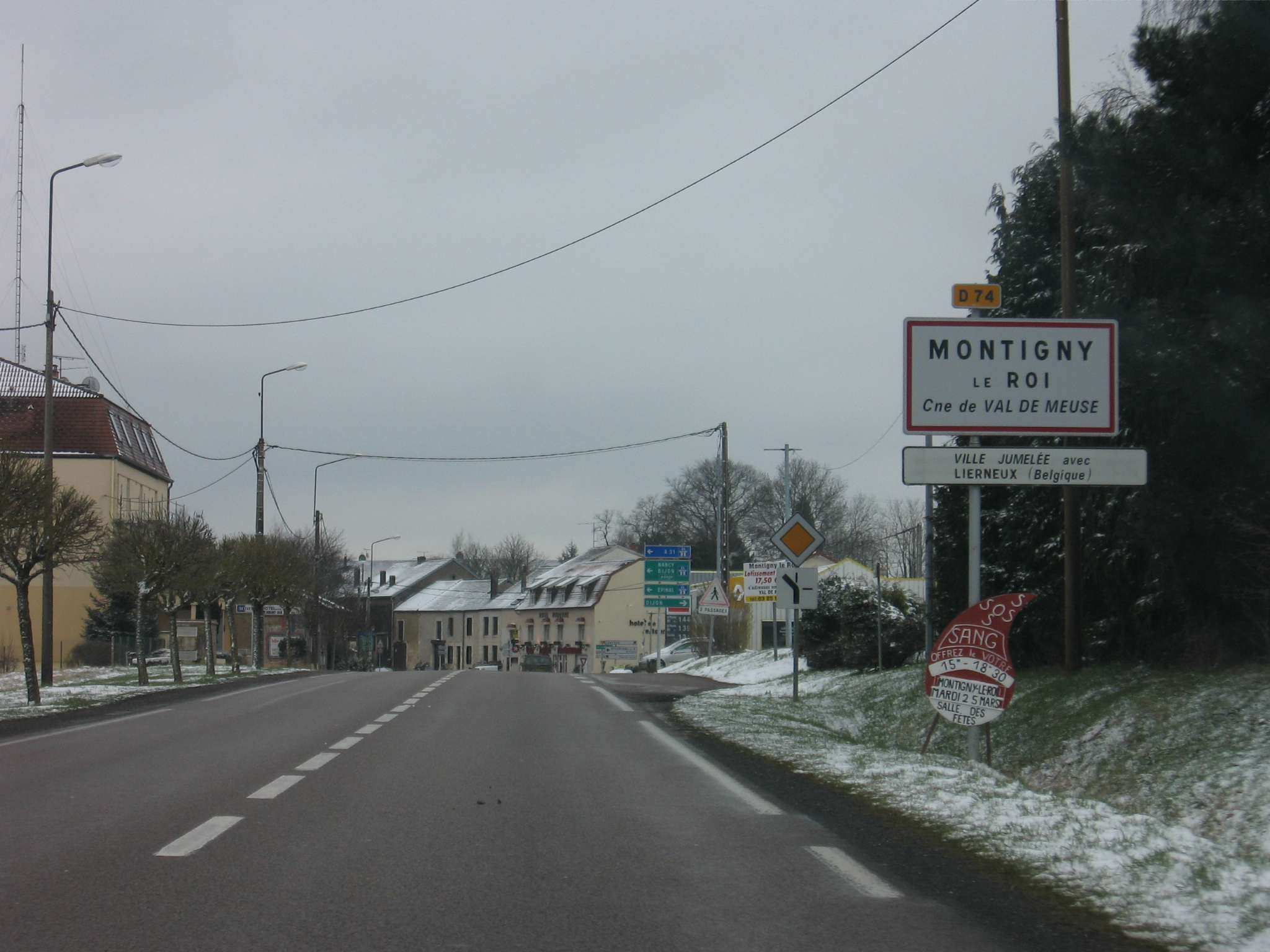
De hoofdplaats Montigny-le-Roi

## Geografie
De oppervlakte van Val-de-Meuse bedroeg op 1 januari 2022 76,76 vierkante kilometer; de bevolkingsdichtheid was toen 23,5 inwoners per km².
Woonkernen: Épinant, Lécourt, Lénizeul, Maulain, Montigny-le-Roi, Provenchères-sur-Meuse, Ravennefontaines en Récourt. Tussen 1972 en 2012 maakten de kernen Avrecourt en Saulxures ook deel uit van deze gemeente.
Op het grondgebied van de gemeente Val-de-Meuse bevindt zich een driesprong in de waterscheiding waar drie belangrijke Europese stroomgebieden aan elkaar grenzen. Het precieze punt bevindt zich net ten zuiden van Récourt. Van hieruit stroomt al het water ofwel naar de Middellandse Zee (via de Saône en de Rhône), naar het Kanaal (via de Marne en de Seine) of naar de Noordzee (via de Maas). 

## Demografie
Onderstaande figuur toont het verloop van het inwonertal (bron: INSEE-tellingen).

## Geboren in Val-de-Meuse
- Camille Flammarion (1842-1925), astronoom, geofysicus en schrijver
- Ernest Flammarion (1846-1936), oprichter van uitgeverij Flammarion, broer van Camille